# Raveniola recki
Raveniola recki är en spindelart som först beskrevs av Tamara Mcheidze 1983.  Raveniola recki ingår i släktet Raveniola och familjen Nemesiidae. Inga underarter finns listade i Catalogue of Life.